# Dodenrol

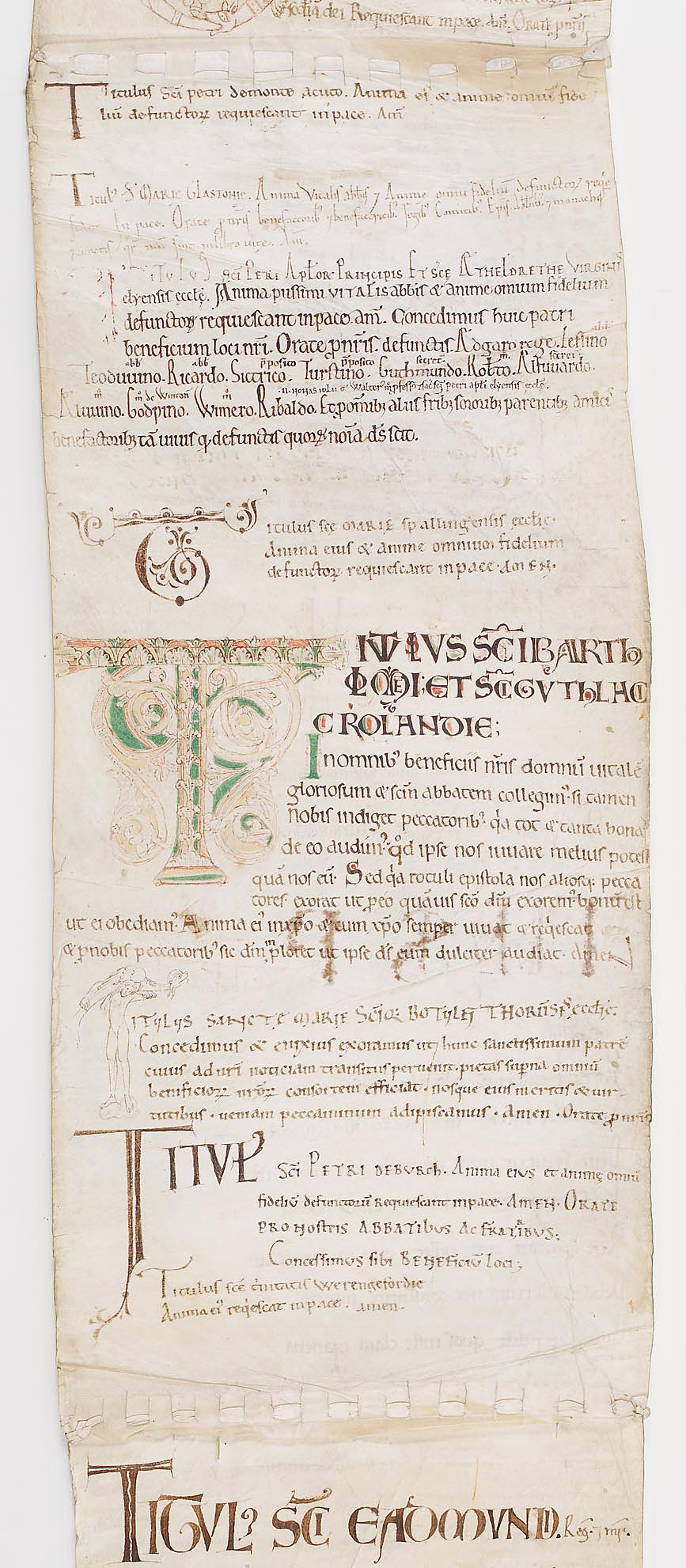
Dodenrol van Vitalis, abt van Savigny, ca. 1120

Een dodenrol (Latijn: rotulus mortuorum) was een perkamenten rol waarmee in het middeleeuwse Europa het overlijden van een voornaam persoon werd bekendgemaakt. Deze praktijk ontstond omstreeks 800 en duurde voort tot 1563, met het hoogtepunt van de 11e tot de 13e eeuw. In sommige Duitse streken bleven dodenrollen in gewijzigde vorm in gebruik tot diep in de 20e eeuw. 
Een bode, genaamd breviator, gerulus, rollifer, rotularius of tomiger, ging met het document langs bij de verschillende instituties – in veel gevallen religieuze gemeenschappen – die een relatie onderhielden met de overledene. Dit kon soms een tocht van meer dan duizend kilometer inhouden. Onder het overlijdensbericht bovenaan de rol werden telkens ontvangstmeldingen toegevoegd. Geleidelijk werden deze meldingen langer en ontstond op veel plaatsen de gewoonte om condoleances, gebeden of verzen neer te schrijven. Sommige exemplaren waren fraai versierd. Dat van Mathilde van Préaux was met 20 meter uitzonderlijk lang.
De rotuli mortuorum bieden materiaal voor zowel de paleografie als om centra van geleerdheid onderling te vergelijken.

## Voetnoten
1. ↑  Irena Vallejo, Papyrus. Een geschiedenis van de wereld in boeken, 2021, p. 398